# عمود فولتوي

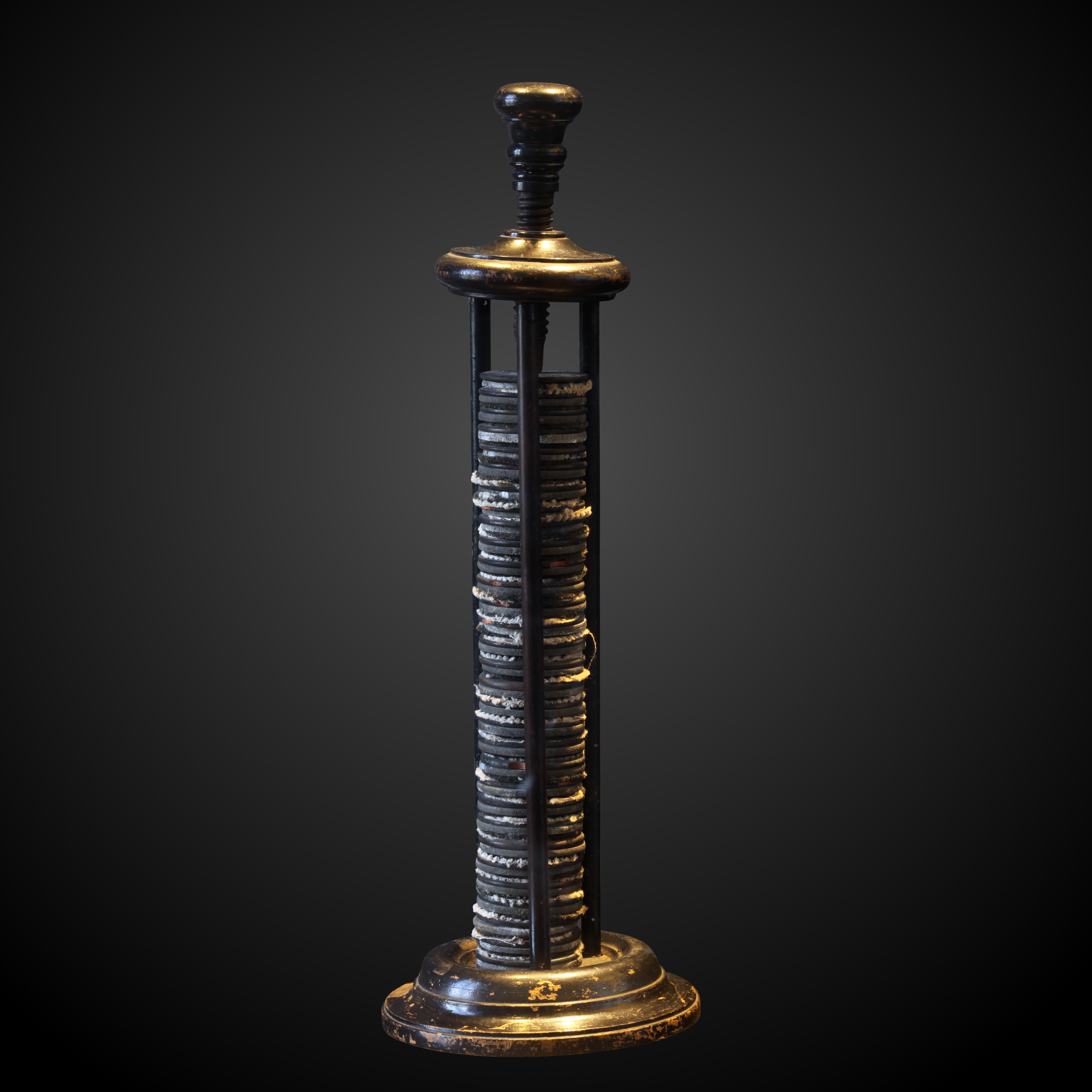

عمود فلطائي (بالإنجليزية: Voltaic Pile)‏ هي أول بطارية كهربائية كيميائية اخترعت في التاريخ. وقد اخترعها العالم الفيزيائي ألساندرو جيسبي أنطونيو أنستازيو فولتا عام 1799. وقد صرح فولتا عقب اختراعه للبطارية أو ما أسماه بمكدس الفولتية، أن الفضل يرجع إلى كل من وليم نيكولسون وتيبريوس كافالو وإبراهام بينيت.

## مكونات البطارية
تتكون هذه البطارية من قطبين إحداهما زنك والآخر نحاس وبينهما إلكتروليت من حمض الكبريت أو محلول خليط من ماء وملح. وهذا السائل كان في الصورة الكيميائية 2H+ و SO42-. حيث أن الزنك له ترتيب أعلى في المتسلسلة الكهروكيميائية أكثر من النحاس والهيدروجين. فيتفاعل مع الكبريت الموجب وتظهر فقاقيع الهيدروجين على القطب النحاسي فتأخذ بعضاً من إلكتروناتها. وبهذا يصبح الزنك طرف سالب والنحاس طرف موجب. وبهذا يكون لدينا طرفين يصدران تيار كهربائي إذا وصلناهم. ويكون التفاعل الكيميائي في البطارية بهذه الملف: الزنك Zn → Zn2+ + 2e- حمض الكبريتيك 2H+ + 2e- → H2 والنحاس لا يتفاعل ويعتبر قطب في هذا التفاعل.

## عيوبها
1. خطورة حمض الكبريتيك.
2. تأثيرها لن يدوم طويلاً إذ أن فقاعات الهيدروجين تظل موجودة ملتصقة بالزنك.